# Högsjö gamla kyrka
Högsjö gamla kyrka är en kyrkobyggnad som tillhör Högsjö församling i Härnösands stift. Kyrkan ligger i Högsjö socken i Härnösands kommun.

## Kyrkobyggnaden
Stenkyrkan uppfördes troligen vid slutet av 1300-talet. Kyrkan är byggd av gnejs och består av rektangulärt långhus med rakt avslutat kor i öster.
Senare under medeltiden byggdes ett vapenhus i sydväst och en sakristia i nordost. Innertaket försågs med valv.
1721 brände ryssarna upp kyrkan och klockstapeln. Kyrkan återuppbyggdes under ledning av Hans Biskop. Samtidigt byggdes en ny klockstapel.
1789 övergavs kyrkan då Högsjö nya kyrka färdigställdes. En nödtorftig renovering av ödekyrkan genomfördes 1904-1906. En restaurering genomfördes 1934-1936. Vapenhuset återuppbyggdes aldrig.

## Inventarier
- Predikstolen är tillverkad på 1700-talet av Hans Biskop.

### Webbkällor
- Reseguiden[död länk]